# Samuel Wittwer
Samuel Wittwer (* 18. März 1967 in Langenthal, Schweiz) ist ein Schweizer Kunsthistoriker und Porzellanexperte. Er ist Direktor der Abteilung Schlösser und Sammlungen der Stiftung Preußische Schlösser und Gärten Berlin-Brandenburg (SPSG).

## Leben
Samuel Wittwer studierte von 1987 bis 1994 an der Universität Basel Kunstwissenschaft, Volkskunde und Allgemeine Geschichte des Mittelalters. Während seines Studiums absolvierte er von 1990 bis 1994 eine studienbegleitende Ausbildung im Basler Atelier B. Langloh zum Restaurator für keramische Materialien und Glas. Schon in seiner Schulzeit hatte Wittwer die Porzellanmalerei erlernt.
Von 1995 bis 1997 war Samuel Wittwer Wissenschaftlicher Assistent am Historischen Museum Basel. In den Jahren 1998/99 war er Forschungsstipendiat für den wissenschaftlichen Nachwuchs des Schweizerischen Nationalfonds.
Seit dem 1. September 1999 war Samuel Wittwer Kustos der keramischen Sammlungen bei der Stiftung Preußische Schlösser und Gärten Berlin-Brandenburg (SPSG) im Charlottenburger Belvedere-Pavillon und betreute in dieser Funktion auch die KPM-Porzellansammlung des Landes Berlin und das historische Archiv der Königlichen Porzellan-Manufaktur Berlin (KPM).
Im Februar 2000 wurde er mit einer Arbeit über die Tiergroßplastik aus Meißner Porzellan für das Japanische Palais Augusts des Starken in Dresden promoviert.
Am 1. Dezember 2008 wurde Samuel Wittwer zum Direktor der Abteilung Schlösser und Sammlungen der Stiftung Preußische Schlösser und Gärten Berlin-Brandenburg (SPSG) berufen.
Des Weiteren ist Wittwer Vorstandsmitglied der Pauls-Eisenbeiss-Stiftung, Basel. Einem größeren Fernsehpublikum wurde Samuel Wittwer bekannt als beratender Porzellanexperte bei der Sendung Kunst und Krempel im Bayerischen Fernsehen.

## Publikationen
- Jakob Weder – die Wahrheit der Farbe. Hatje Cantz Verlag, Ostfildern bei Stuttgart 1995, ISBN 3-7757-0580-5.
- Ein königlicher Tiergarten: Tiere aus Meißener Porzellan. Waanders-Verlag, Zwolle (NL) 2000, ISBN 90-400-9494-2. (Dissertation)
- Die Galerie der Meißener Tiere: die Menagerie Augusts des Starken für das Japanische Palais in Dresden. Hirmer-Verlag, München 2004, ISBN 3-7774-2275-4.
- Raffinesse & Eleganz: königliche Porzellane des frühen 19. Jahrhunderts aus der Twinight Collection New York. Hirmer-Verlag, München 2007, ISBN 978-3-7774-3465-0.